# TAB (szczepionka)
TAB – szczepionka wieloskładnikowa przeciwko durowi brzusznemu oraz durom rzekomym typu A i B. Jest stosowana głównie u osób podróżujących w rejony częstego występowania tych chorób. Niekiedy szczepionka ta może wywoływać ostre reakcje miejscowe lub ogólnoustrojowe, objawiające się m.in. złym samopoczuciem oraz gorączką.